# Battlefield (singolo)
Battlefield è una canzone della cantante statunitense Jordin Sparks. La canzone è stata pubblicata come primo singolo estratto dal secondo album omonimo della Sparks.
Il singolo è stato aggiunto al catalogo dell'iTunes Store statunitense il 12 maggio 2009. La Sparks ha eseguito la prima performance live della canzone il giorno successivo nella puntata del talent show American Idol.

## Classifiche
| Classifica (2009)               | Posizione massima |
| ------------------------------- | ----------------- |
| Billboard Canadian Hot 100      | 5                 |
| New Zealand RIANZ Singles Chart | 3                 |
| Official Singles Chart          | 11                |
| U.S. Billboard Hot 100          | 10                |
| U.S. Billboard Pop 100          | 11                |

## Cronologia pubblicazione
| Paese       | Data           | Formato           | Etichetta                   |
| ----------- | -------------- | ----------------- | --------------------------- |
| Canada      | 12 maggio 2009 | Download digitale | Jive Records, Zomba Records |
| Stati Uniti | 12 maggio 2009 | Download digitale | Jive Records, Zomba Records |
| Australia   | 18 maggio 2009 | Download digitale | Jive Records, Zomba Records |
| Stati Uniti | 25 maggio 2009 | Airplay           | Jive Records, Zomba Records |
| Europa      | 25 maggio 2009 | Airplay           | Zomba, Sony Music           |
| Regno Unito | 29 giugno 2009 | CD singolo        | RCA Records, Sony Music     |
| Germania    | 3 luglio 2009  | CD singolo        | Zomba, Sony Music           |